# اچ. کریستوفر لانگت-هیگینز
اچ. کریستوفر لانگت-هیگینز (انگلیسی: H. Christopher Longuet-Higgins؛ زاده ۱۱ آوریل ۱۹۲۳ – درگذشته ۲۷ مارس ۲۰۰۴) یک دانشمند اهل بریتانیا بود.